# Chaetostoma dorsale
Chaetostoma dorsale är en fiskart som beskrevs av Eigenmann 1922. Chaetostoma dorsale ingår i släktet Chaetostoma och familjen Loricariidae. Inga underarter finns listade i Catalogue of Life.